# Fuentes de las obligaciones (Chile)
Se entiende por fuente de las obligaciones un hecho o un acto jurídico que genera una obligación.

## Concepto
Por fuente de una obligación se entiende un hecho o un acto jurídico, al cual el ordenamiento jurídico positivo, es decir, la ley, o del cual provengan efectos regulados por el derecho, le atribuye la capacidad de originar o de hacer surgir un derecho o una obligación, o también consisten en el deber de realizar o en la facultad de exigir una prestación.
El profesor René Abeliuk Manasevich utiliza el concepto de Messineo, el cual señala que “Fuente de la obligación es un hecho jurídico que le da nacimiento, que origina o genera la obligación.” Y añade que la palabra “causa” está tomada en una significación aristotélica; “la fuente es la causa de la obligación porque es la razón jurídica, el antecedente de derecho del cual emanan las obligaciones, estableciéndose así una relación de causa efecto. La fuente es la causa, la obligación su resultado.” Pero Abeliuk señala que en la actualidad, debido a que la palabra “causa” en el Derecho tiene una significación distinta a la que le da Aristóteles, es preferible hablar en este caso de “Fuente”.
De lo anterior también puede decirse que la norma jurídica es efectiva solo en la medida en que el hecho o acto jurídico sean realizados, lo anterior lleva a colegir que la fuente de las obligaciones debe concebirse dentro del dualismo "situación de hecho-norma jurídica". esto último según el maestro Fernando Hinestrosa

## Clasificación
En el Código Civil chileno se sigue la clasificación tradicional o francesa de las fuentes de las obligaciones, recogida por Andrés Bello del jurista francés Pothier y su obra Tratado de las Obligaciones, que a su vez sirvió de antecedente a Jean-Étienne-Marie Portalis en la redacción del Código Civil Francés. 
Esta clasificación, pentapartita, establece que las fuentes de las obligaciones son: el Contrato, el Cuasicontrato, el Delito civil, el Cuasidelito civil y la ley.
Así, esta clasificación se ve reflejada en el Código de Bello en los artículos 1437, 578 y 2284.
En artículo 1437 se encuentra en el Libro Cuarto, llamado “de las Obligaciones en general y de los Contratos” en su Título I, llamado “Definiciones”
El artículo 1437 señala lo siguiente:
Art. 1437. Las obligaciones nacen, ya del concurso real de las voluntades de dos o más personas, como los contratos o convenciones; ya de un hecho voluntario de la persona que se obliga, como en la aceptación de una herencia o legado y en todos los cuasicontratos; ya a consecuencia de un hecho que ha inferido injuria o daño a otra persona, como en los delitos y cuasidelitos; ya por disposición de la ley, como entre los padres y los hijos sujetos a patria potestad.
El artículo 578 está en el Libro Segundo, titulado “De los Bienes, y de su Dominio, Posesión, Uso y Goce”, en el Título I, “De las varias clases de Bienes”, en el párrafo 2 “De las cosas incorporales”, artículo que define los derechos personales o créditos,, haciendo semejante ambas palabras, y estipula lo siguiente:
Art. 578. Derechos personales o créditos son los que sólo pueden reclamarse de ciertas personas, que, por un hecho suyo, o la sola disposición de la ley, han contraído las obligaciones correlativas; como el que tiene el prestamista contra su deudor por el dinero prestado, o el hijo contra el padre por alimentos. De estos derechos nacen las acciones personales.
Y por último el mencionado artículo 2284, ubicado en el Libro Cuarto, llamado “De las obligaciones en general y de los contratos”, en su título XXXIV, “De los cuasicontratos” el cual señala:
Art. 2284. Las obligaciones que se contraen sin convención, nacen de la ley, o del hecho voluntario de una de las partes. Las que nacen de la ley se expresan en ella.
Si el hecho que nace es lícito, constituye un cuasicontrato.
Si el hecho es ilícito, y cometido con intención de dañar, constituye un delito
Si el hecho es culpable, pero cometido sin intención de dañar, constituye un cuasidelito.
En este título se trata solamente de los cuasicontratos.
Del artículo 1437 podemos inferir cómo nacen las obligaciones, según las fuentes de las obligaciones reconocidas por el Código Civil chileno. 
- Contrato: un “concurso real de las voluntades de dos o más personas”
- Cuasicontrato: un hecho voluntario de la persona que se obliga, como en la aceptación de una herencia o legado y en todos los cuasicontratos
- Cuasidelito: “un hecho voluntario de la persona que se obliga”
- Delito y cuasidelito civil: “un hecho que ha inferido injuria o daño a otra persona”
- Ley: “disposición de la ley”

Pero ello debe complementarse con las dadas por el artículo 2284, el cual señala como nacen las obligaciones del cuasicontrato, delito y cuasidelito civil:
- Cuasicontrato: “Si el hecho que nace es lícito”
- Delito Civil: “Si el hecho es ilícito, y cometido con intención de dañar”
- Cuasidelito Civil: “Si el hecho es culpable, pero cometido sin intención de dañar”

## Críticas
Por parte de la doctrina chilena se ha criticado desde dos puntos de vista, uno clásico y uno moderno, la clasificación de las obligaciones a que aluden los artículos anteriores.
La crítica "clásica" objeta que se extiendan a cinco las fuentes, cuando en realidad debieran reducirse a sólo dos: el contrato y la ley. Así, el cuasicontrato y los delitos y cuasidelitos tienen como fuente primigenia la ley, siendo ella (y no los fenómenos jurídicos mencionados) la que crea las obligaciones para los afectados.
En tanto, la crítica "moderna" apunta que la clasificación de las obligaciones del derecho chileno es incompleta, ya que no considera otros tipos de fuente, como pueden ser la declaración unilateral de voluntad o el enriquecimiento sin causa. Por otra parte, el art. 1437 asimila a un cuasicontrato la aceptación de una asignación sucesoria (herencia o legado), siendo que es un fenómeno jurídico muy distinto al resto de los cuasicontratos.